# Lolo Encinas
Lorenzo Encinas Uspiriano (San Sebastián, Guipúzcoa, 21 de febrero de 1974) más conocido como Lolo Encinas es un entrenador de baloncesto español que actualmente dirige al Grupo Alega Cantabria de la Primera FEB.

## Trayectoria deportiva
Su carrera comenzó como delegado del Askatuak en la temporada 97-98 donde estuvo 4 años. Como entrenador comenzó en el UPV-Atlético San Sebastián. Tras dos temporadas se marchó al Iraurgi Saski Baloia donde estuvo tres años, dos de ellos en 1º nacional y otro en Liga EBA. 
En 2007, llegaría por primera vez al Bruesa GBC de Liga LEB Oro, para ser entrenador ayudante de Pablo Laso. Como entrenador ayudante estaría 5 temporadas con Pablo Laso, 3 con Sito Alonso, 1 con Jaume Ponsarnau y 1 con Porfi Fisac.
En 2016, tras diez años en el club decide cambiar de rumbo y se marcha a Angola para ser entrenador ayudante de Hugo López Muñoz en el Recreativo de Líbolo. Tras la experiencia internacional vuelve a España para ser el entrenador principal del Sammic Hostelería en las dos siguientes campañas en LEB Oro y LEB Plata. 
En 2019, firma como entrador ayudante de Álex Mumbrú en las filas del Bilbao Basket de Liga Endesa. 
El 24 de junio de 2021, firma con el San Sebastián Gipuzkoa Basket Club de la Liga LEB Oro.
El 28 de junio de 2023, firma con el San Pablo Burgos de la Liga LEB Oro. El 8 de abril de 2024, finaliza su etapa como entrenador del San Pablo Burgos.
El 12 de junio de 2024, firma por el UEMC Real Valladolid Baloncesto de la Primera FEB.
El 8 de enero de 2025, es destituido como entrenador del conjunto vallisoletano.
El 23 de enero de 2025, firma como entrenador del Grupo Alega Cantabria de la Primera FEB.

## Clubs
- 1997-98. Askatuak. LEB. Delegado
- 1998-99. Askatuak. EBA. Delegado
- 1999-00. Askatuak. EBA. Delegado
- 2000-01. Askatuak. LEB 2. Delegado
- 2001-2002. UPV-Atlético San Sebastián. Liga Autonómica.
- 2002-03. Atlético San Sebastián. 1ª Nacional.
- 2003-04. Iraurgi Saski Baloia. 1ª Nacional.
- 2004-05. Iraurgi Saski Baloia. 1ª Nacional.
- 2005-06. Lan Mobel Iraurgi. EBA.
- 2007-08. Bruesa GBC. LEB Oro. Entrenador ayudante de Pablo Laso.
- 2008-09. Bruesa GBC. ACB. Entrenador ayudante de Pablo Laso.
- 2009-10. Lagun Aro GBC. ACB. Entrenador ayudante de Pablo Laso.
- 2009-10. Lagun Aro GBC. ACB. Entrenador ayudante de Pablo Laso.
- 2010-11. Lagun Aro GBC. ACB. Entrenador ayudante de Pablo Laso.
- 2011-12. Lagun Aro GBC. Liga Endesa y Copa del Rey. Entrenador ayudante de Sito Alonso.
- 2012-13. Lagun Aro GBC. Liga Endesa. Entrenador ayudante de Sito Alonso.
- 2013-14. San Sebastián Gipuzkoa Basket Club. Liga Endesa. Entrenador ayudante de Sito Alonso.
- 2014-15. San Sebastián Gipuzkoa Basket Club. Liga Endesa. Entrenador ayudante de Jaume Ponsarnau.
- 2015-16. RETAbet.es GBC. Liga Endesa. Entrenador ayudante de Jaume Ponsarnau y de Porfi Fisac.
- 2016-17. Recreativo de Líbolo. Angola. Entrenador ayudante de Hugo López Muñoz.
- 2017-18. Sammic Hostelería. LEB Oro. Primer entrenador.[6]
- 2018-2019. Sammic Hostelería. LEB Plata. Primer entrenador.
- 2019-2021. Bilbao Basket. Liga Endesa. Entrenador ayudante de Álex Mumbrú.
- 2021-2023. San Sebastián Gipuzkoa Basket Club. Liga LEB Oro.
- 2023-2024. San Pablo Burgos. Liga LEB Oro.
- 2024-2025. UEMC Real Valladolid Baloncesto. Primera FEB.
- 2025-actualidad. Grupo Alega Cantabria. Primera FEB.

## Palmarés e historial
- 2001-2002. UPV-Atlético San Sebastián. Liga Autonómica. Ascenso a 1ª Nacional
- 2002-03. Atlético San Sebastián. 1ª Nacional. Ascenso a EBA
- 2004-05. Iraurgi Saski Baloia. 1ª Nacional. Ascenso a EBA
- 2007-08. Bruesa GBC. LEB Oro. Ascenso como campeón del Playoff
- 2016-17. Supercopa, copa y liga de Angola.[7]